# Solenopsis saevissima
A espécie Solenopsis saevissima, é uma das espécies de formigas conhecidas popularmente pelo nome  de lava-pés (ou ainda, formiga-de-fogo), devido à sua grande agressividade, ferroadas ardidas, e coloração avermelhada. No Brasil é mais comum e provavelmente também a mais comumente envolvida em acidentes com humanos e animais do que a espécie mais famosa Solenopsis invicta. 
Embora seja indígena da América do Sul , aparentemente foi importado para a África , Guadalupe [4] e as Ilhas Galápagos . Até o momento, não há evidências disso nos Estados Unidos. [5] [3] S. saevissima é conhecida por sua picada poderosa e dolorosa, daí o nome " formiga de fogo ".
O nome científico de Solenopsis saevissima vem do grego : solen , que significa tubo ou canal, opsis , que significa aparência ou visão [3] e do latim saevissima , que significa "o muito cruel". [5] Seu nome deriva dos primeiros relatos de sua crueldade, conforme relatado na floresta amazônica. [11] [12] S. saevissima é chamada assim porque é conhecida por ser ainda mais cruel do que S. invicta.
Poucas informações sobre S. saevissima e seus comportamentos são conhecidas ou estudadas, exceto por alguns relatos no Brasil [8] [9] e na Guiana Francesa . [10] A espécie é aparentemente poligínica em todo o habitat nativo e altamente agressiva. [9]
Infelizmente, é uma espécie ainda relativamente pouco estudada no Brasil. 
S. saevissima pertence ao grupo de espécies Solenopsis saevissima , que inclui 13 espécies de formigas de fogo que exibem morfologia notavelmente semelhante , tornando a distinção morfológica quase impossível [3] sem o auxílio de caracteres químicos. [14] S. saevissima tem operárias adultas polimórficas que diferem em tamanho dependendo de suas castas: as operárias menores são geralmente menores e as operárias maiores são relativamente maiores. As operárias maiores também têm tipicamente cabeças trapezoidais e escapos antenais quase atingindo seu vértice ; as operárias menores têm cabeça ovada e escapos antenais que se estendem além de suas cabeças.
Como todas as espécies do grupo de espécies S. saevissima , S. saevissima possui operárias com comprimento médio de 1,9 mm, antenas contendo 10 segmentos e mandíbulas com 4 ou 5 dentes. Da mesma forma que outras espécies dentro de Solenopsis , possui um pelo central visível na frente de seu clípeo que se estende além da margem externa das mandíbulas. Diferentemente da maioria das outras espécies do grupo, ela não possui um dente clípeo medial bem desenvolvido e seu propódeo é arredondado. A identificação morfológica adequada das espécies é complicada pela reprodução interespécies [7] e pela existência de várias espécies crípticas [15]em sua área nativa. Atualmente acredita-se que nominal S. saevissima realmente compreende pelo menos 5 espécies crípticas (isto é, de morfologia idêntica) [15] que podem ser separadas usando caracteres químicos. [9] [14]
A primeira menção registrada sobre a biologia natural desta espécie foi feita por Henry Bates, em seu famoso livro "O Naturalista no Rio Amazonas" . O mesmo autor descreveu a queimação gerada pelas ferroadas de S. saevissima na Amazônia. Historicamente, este táxon tem sido usado como um "balaio de gatos" para diversas espécies de formigas lava-pés de morfologia e biologia semelhantes . Ainda hoje este problema persiste, e especialistas acreditam que ao menos cinco espécies geneticamente distintas estão agrupadas dentro de S. saevissima, por desconhecermos caracteres morfológicos que permitam separá-las. 
São geralmente de coloração marrom-avermelhada e de médio porte, com 2 mm a 6 mm de comprimento, e a antena dividida em dez segmentos. Se diferenciam de outras espécies como S. invicta principalmente por possuírem operárias maiores com a cabeça fracamente trapezoidal, ausência de um dente mediano clipeal bem desenvolvido, e ausência de uma mancha frontal marcante. A "ausência" de estruturas como caractere diagnóstico de diferenciação pode ter sido um dos motivos levando ao agrupamento de espécies crípticas dentro desta espécie. Podem também ser diferenciadas por meio de caracteres químicos como ceras cuticulares e composição do veneno. As larvas das diferentes formigas lava-pés, no entanto, parecem ser quase idênticas e assim impossíveis de se diferenciar . 
É um formiga dominante em sua área nativa que compreende a Amazonia e parece comum no leste do Brasil. É uma formiga comum e dominante no municipio de Tocantins/MG, ocorre também em Juiz de Fora/Mg e Valença/RJ e também em  Astolfo Dutra/MG mas não é comum talvez devido a presença da invasora bem abundante e dominante Pheidole megacephala. está presente em 
Está amplamente presente pela maior parte do país mas aparentemente limitada pela presença de Solenopsis invicta e Pheidole megacephala. No Brasil chegou a ocorrer em grandes quantidades em alguns municipios do estado do Amazonas como Eirunepé e Novo Aripuanã .